# MNK Murter
Malonogometni klub Murter je futsal klub s otoka Murtera koji se natječe u drugoj Hrvatskoj malonogometnoj ligi.
MNK Murter natječe se u 2. HMNL.